# حشره‌خوار اوسوری
 حشره‌خوار اوسوری (نام علمی: Sorex mirabilis) نام یک گونه از سرده حشره‌خوارهای دم‌دراز است.